# Augustusstraße
Die Augustusstraße in Dresden liegt im Stadtteil Innere Altstadt und verbindet den Schloßplatz mit dem Neumarkt. Die wichtigsten Sehenswürdigkeiten sind auf ihrer Südseite der Fürstenzug an der Außenmauer des Langen Ganges und auf der Nordseite das Sächsische Ständehaus, welches Sitz des Oberlandesgerichts ist.

## Anlage und Namen

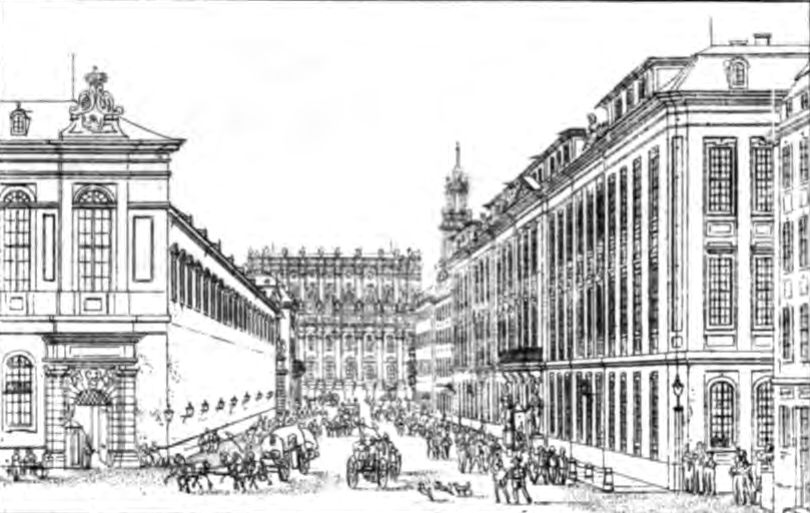
Augustusstraße um 1820 (Blick Richtung Hofkirche)

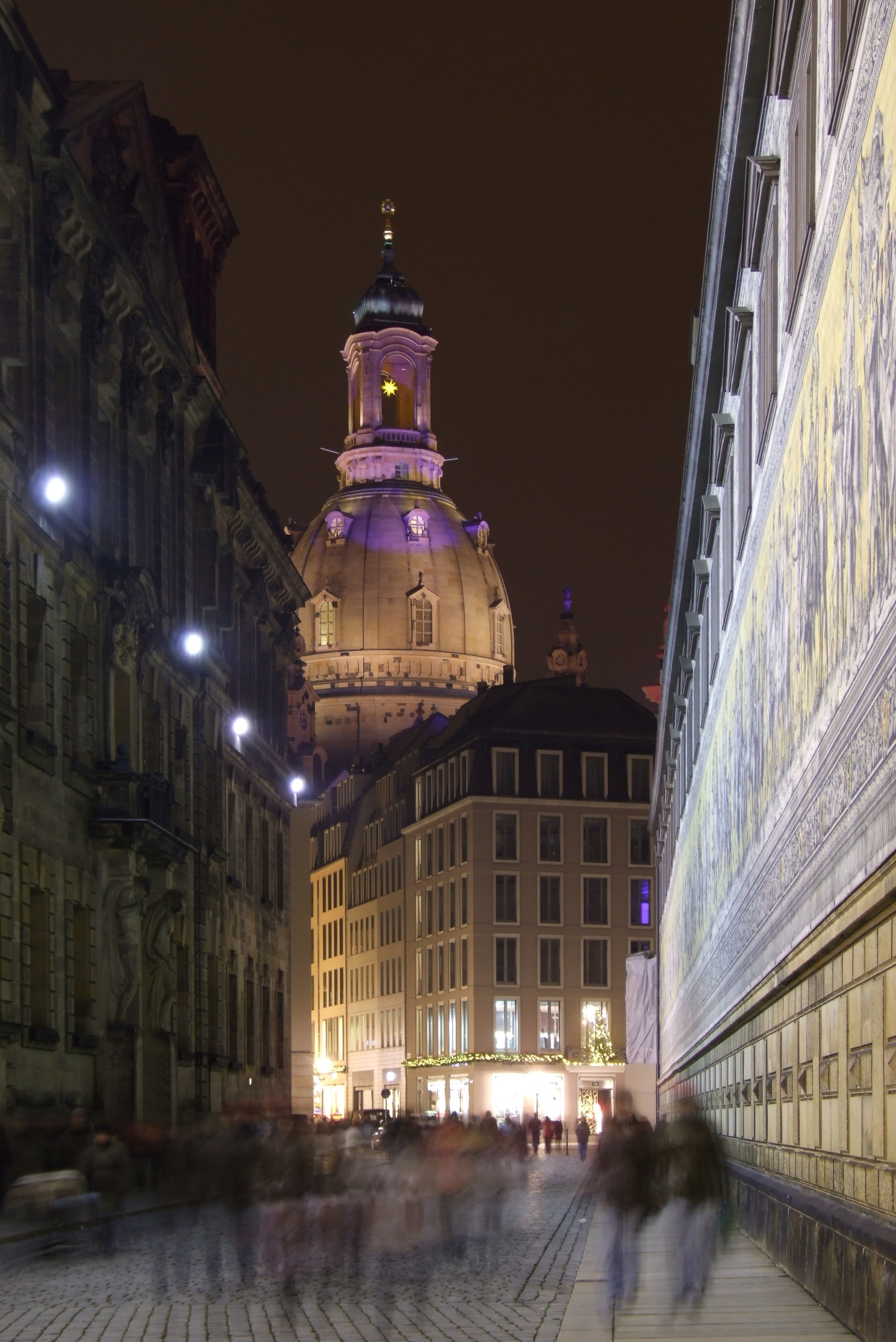
Augustusstraße bei Nacht

Die Augustusstraße verläuft ungefähr auf der Linie der mittelalterlichen Dresdner Stadtmauer, welche hier zwischen 1546 und 1548 abgetragen wurde. Angesichts der Bedrohungslage durch den Deutschen Bauernkrieg (1524–1526) musste auch das ursprünglich elbsorbische Dorf um die Frauenkirche mit in die Dresdener Fortifikation einbezogen werden, wodurch die mittelalterliche Stadtmauer hier ihre Funktion verlor. Die Hussitenkriege hatten gezeigt, dass diese Siedlung im Kriegsfall einer erneuten Zerstörung wie 1429 ausgesetzt gewesen wäre. Angelegt wurde die Straße unter dem sächsischen Kurfürsten Moritz (albertinischer Herzog 1541–1553). Nach ihm war der Teil zwischen der heutigen „Brühlschen Gasse“ und dem „Neumarkt“ 1565 als „Untere“ und 1579 sowie 1634 als „Kleine Moritzgasse“ bezeichnet. Die „Obere Moritzgasse“ verlief dann vom Neumarkt südlich entlang der ehemaligen Stadtmauer und bestand als Moritzstraße bis hin zu den Luftangriffen auf Dresden 1945. 1545 war eine neue Bauordnung erlassen worden, „als gegen den Erbfeind christlichen Namens und Glaubens, den Türken“ gerichtet. In diesem Zusammenhang entstand von 1553 bis 1555 ein neues Elbtor von Festungsbaumeister Melchior Trost, welches Schönes Tor genannt wurde. Ab etwa 1750 hieß die „Untere Moritzgasse“ dann „An der Bildergalerie“, da im Stallgebäude (späteres Johanneum) seit 1747 die Gemäldegalerie untergebracht war. Der lange Teil der Straße von der Brühlschen Gasse bis zum Schloßplatz wurde im Jahr 1543 als „Elbgasse“, 1560 als „Neue Elbgasse“ und 1566 als „Brückenstraße“ bezeichnet. 1694 trug dieser Teil der Straße den Namen „Am Stall“, um 1750 „Georgenstraße“ in Bezug auf das Georgentor (welches nach dem Schlossbrand von 1701 erst 1730 wieder vollständig hergerichtet war) und seit dem Ende des 18. Jahrhunderts „Augustusstraße“; diese Bezeichnung wurde dann seit Beginn des 19. Jahrhunderts für die gesamte Straße verwendet. Der Name bezieht sich auf den sächsischen Kurfürsten und polnischen König August den Starken.

## Entwicklung

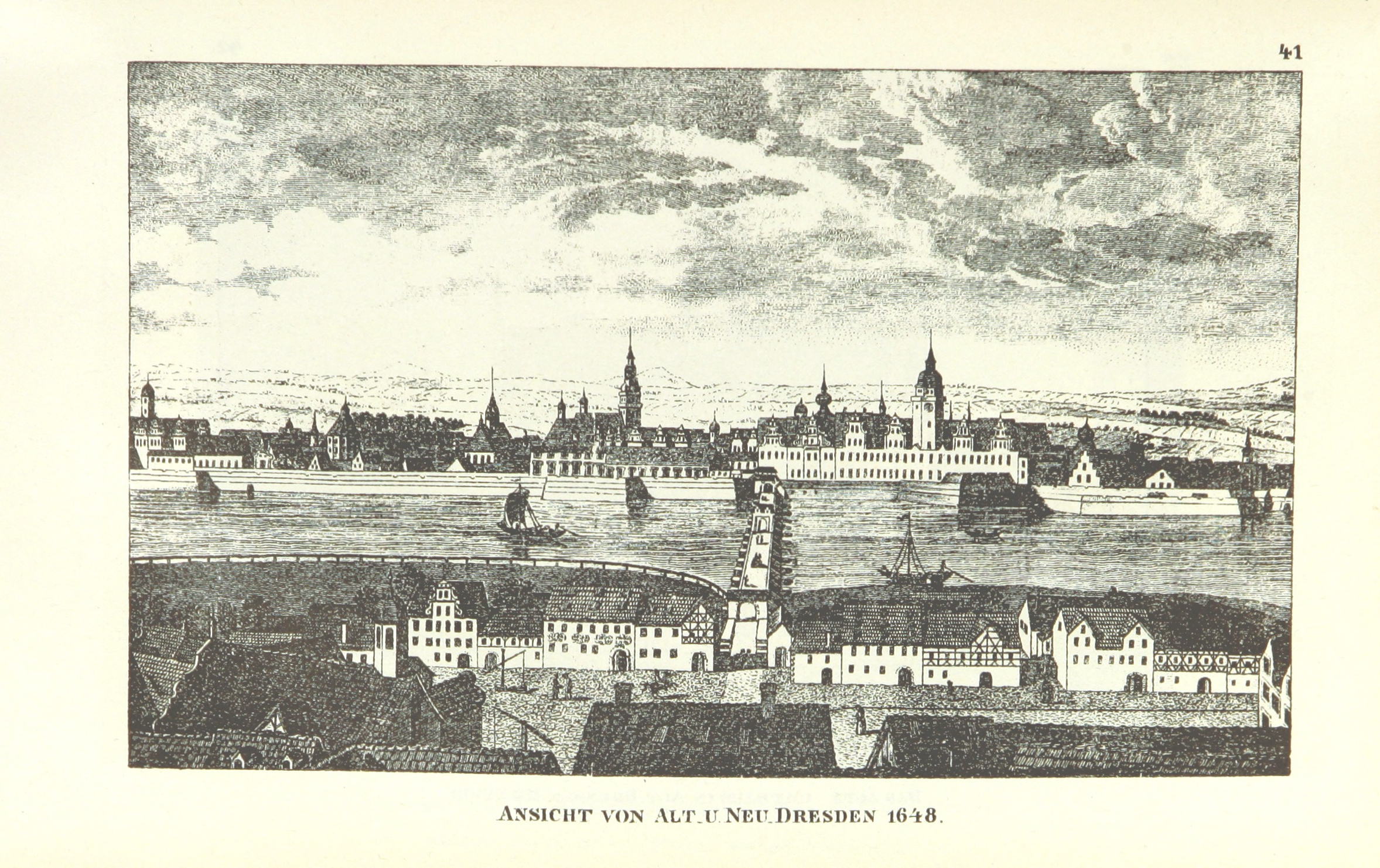
Ansicht von Alt und Neu Dresden 1648 mit Schönem Tor und Beginn der Augustusstraße, damals noch Brückenstraße

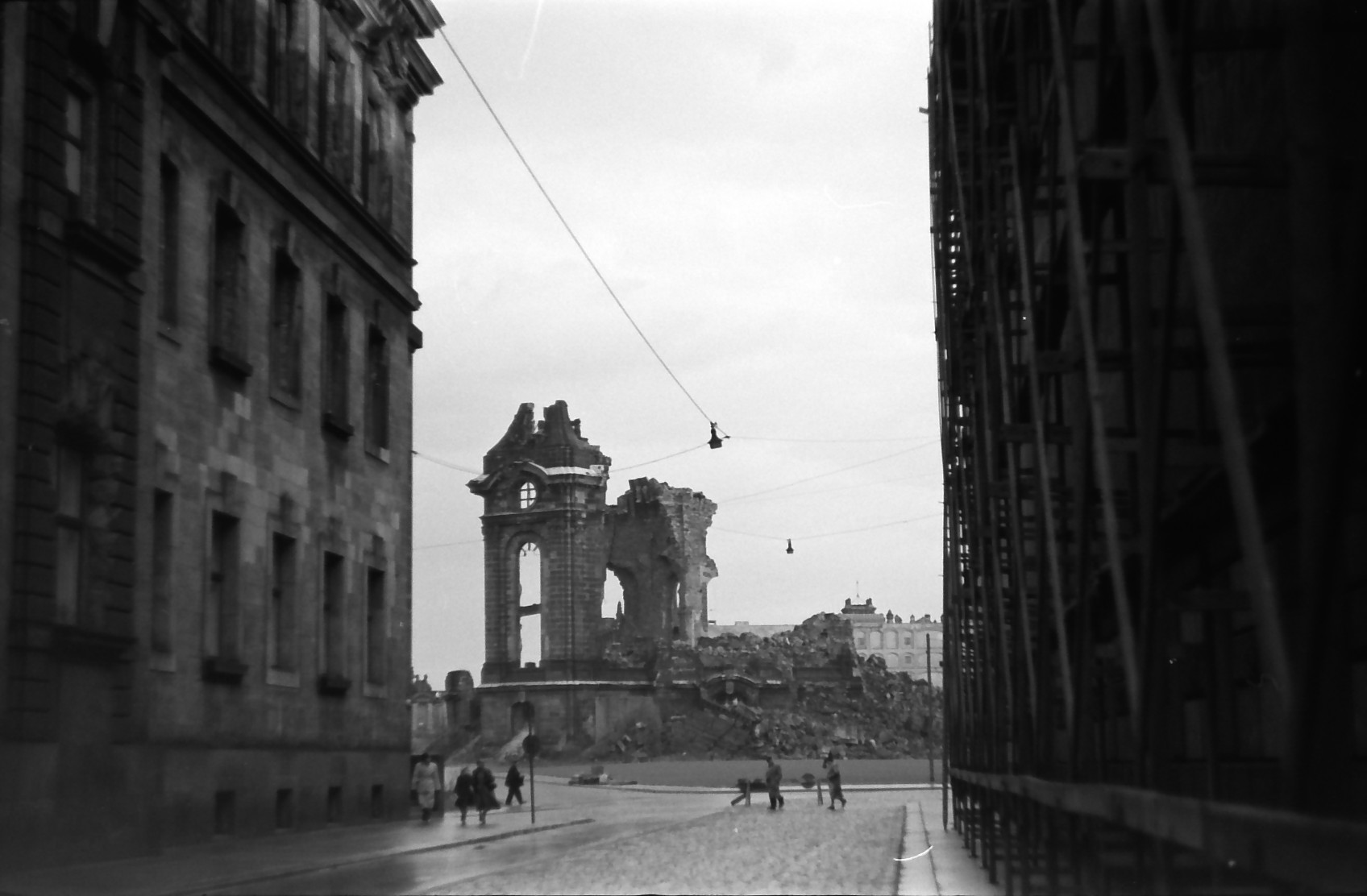
Blick aus der Augustusstraße auf die Ruine der Frauenkirche 1957 oder 1958

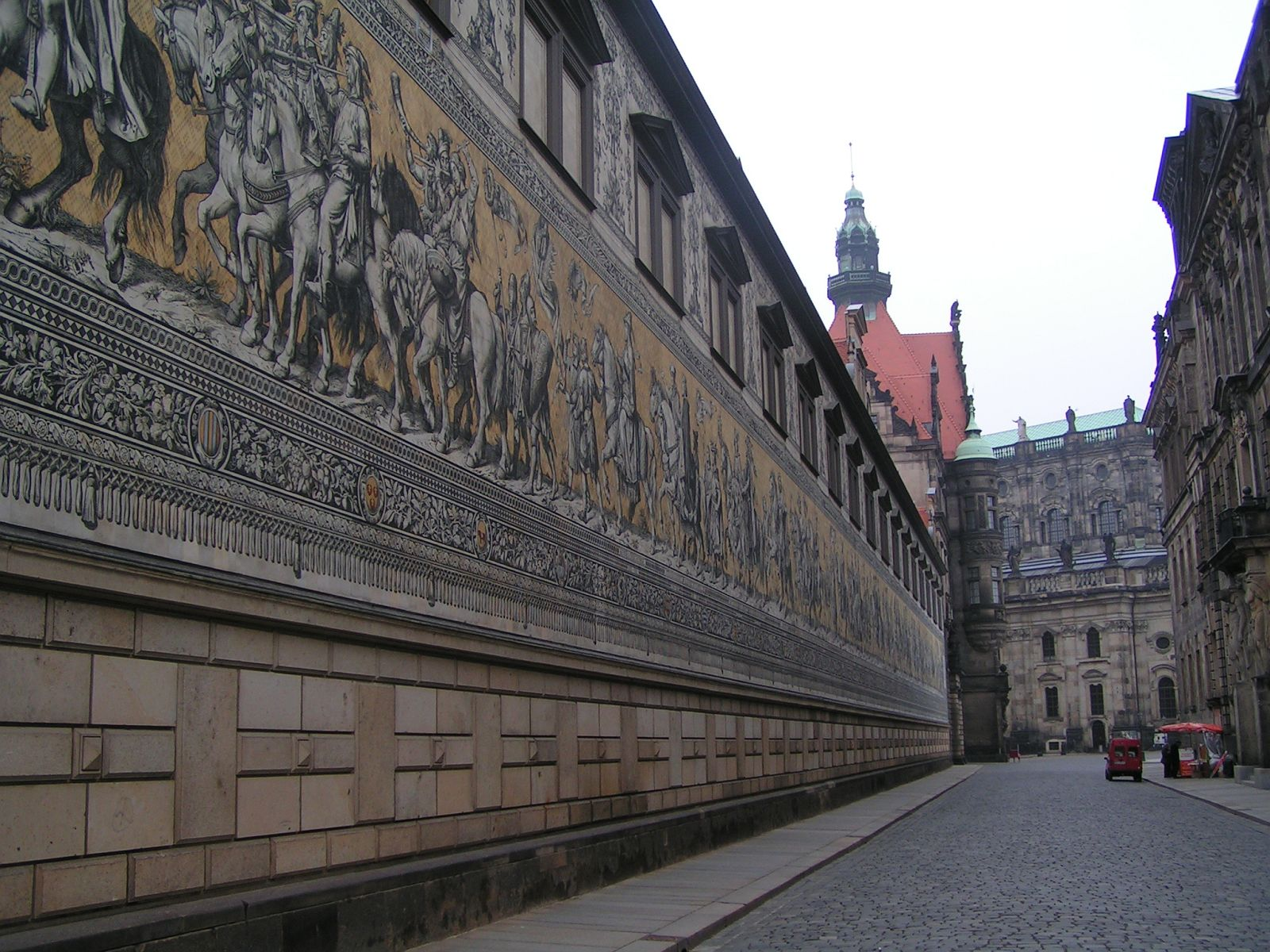
Fürstenzug an der Augustusstraße

Von der Mitte des 16. Jahrhunderts bis zum Beginn des 18. Jahrhunderts war die Straße sehr belebt. Sämtlicher Verkehr zwischen Altendresden und Dresden, der über die Elbbrücke kam, wurde aufgrund der Sperrung des Georgentores und damit verbunden der Schloßstraße über die Augustusstraße und den Neumarkt geleitet.
Der Bau des Brühlschen Palais veränderte die Straße stark, so wurden für den Bau 13 Wohnhäuser in der Straße und in der Nebenstraße „An den Klepperställen“ weggerissen. Neben dem Palais Brühl stand das sogenannte Fürstenbergsche Haus. Hier lebte im 16. Jahrhundert der Bildhauer und Architekt Giovanni Maria Nosseni. Im 19. Jahrhundert lebte der Schriftsteller Józef Ignacy Kraszewski in der Straße.

## Nebenstraßen

### Brühlsche Gasse

Straßenschild Brühl´sche-Gasse vermutlich um 1925

Die Brühlsche Gasse verläuft zwischen dem Terrassenufer und der Augustusstraße zwischen Ständehaus und dem Hilton-Hotel. Die Brühlsche Gasse wurde 1494 erstmals urkundlich als „Kleine Fischergasse“ erwähnt. Der Name rührt daher, dass die Straße im Mittelalter außerhalb der Stadt in der „Fischergemeinde“ lag. Im Jahr 1565 trug sie den Namen „Nesselgrund“. Da die Gasse als Prostituiertenviertel verrufen war, beantragten die Anwohner im Jahr 1892 den Namen der Gasse zu ändern. Als neuer Name wurde in Anlehnung an das benachbarte Brühlsche Palais die Bezeichnung „Brühlsche Gasse“ gewählt. Die Schreibweise Brühlsche Gasse in den 1920er Jahren auf Straßenschildern war: Brühl´sche-Gasse. Bei der Bombardierung Dresdens im Zweiten Weltkrieg wurde die östliche Bebauung der Gasse zerstört. Heute steht hier der Westflügel des Hilton-Hotels.

### Töpferstraße
Die Töpfergasse war ebenfalls Teil der Fischergemeinde. Die Töpfer hatten hier außerhalb der Stadt ihre Brennöfen. Diese Töpfersiedlung wurde 1378 erstmals erwähnt. Im Jahr 1546 wurde der Straße als „Töpfergasse“ bezeichnet und 1883 in „Töpferstraße“ umbenannt.

### Terrassengasse
Die Nebenstraße „Terrassengasse“ trug bis 1853 den Namen „An den Klepperställen“. Sie existiert heute nicht mehr. Bis 1945 bildete sie die Innenseite der Brühlschen Terrasse. Sie entstand im 18. Jahrhundert, benannt wurde sie nach den Stallgebäuden, die 1588 in ihrem Ostteil angelegt wurden. Die Gasse bildet jetzt die Rückseite des Hilton-Hotels.